# 菊秀駅
菊秀駅（クッスえき）は大韓民国京畿道楊平郡楊西面にある、韓国鉄道公社（KORAIL）の駅。
乗り入れている路線は線路名称上は中央線であるが、当駅には広域電鉄の京義・中央線電車のみが停車する。駅番号はK132。

## 歴史
- 1939年4月1日 - 開業。
- 1958年12月31日 - 駅舎を新築。
- 2008年
  - 2月22日 - 臨時駅舎となる。
  - 9月1日 - 旅客列車の客扱いを中止。
  - 12月29日 - 中央電鉄線が菊秀駅まで延伸開業。また、新駅舎開業。
- 2009年12月23日 - 中央電鉄線が龍門駅まで延伸開業。
- 2014年12月27日 - 京義電鉄線（龍山線）が孔徳駅から龍山駅まで開通し、中央電鉄線と直通を開始。同時に双方の路線名を「首都圏電鉄京義・中央線」とする。

## 駅構造
島式ホーム2面4線の地上駅。

## 利用状況
近年の一日平均利用人員推移は下記のとおり。なお、2008年は開業日の12月23日から12月31日までの9日間の平均である。
| 路線         | 路線     | 2000年 | 2001年 | 2002年 | 2003年 | 2004年 | 2005年 | 2006年 | 2007年 | 2008年 | 2009年 | 出典  |
| ------------ | -------- | ------ | ------ | ------ | ------ | ------ | ------ | ------ | ------ | ------ | ------ | ----- |
| 京義・中央線 | 乗車人員 | 未開業 | 未開業 | 未開業 | 未開業 | 未開業 | 未開業 | 未開業 | 未開業 | 1,056  | 1,792  | [ 1 ] |
| 京義・中央線 | 降車人員 | 未開業 | 未開業 | 未開業 | 未開業 | 未開業 | 未開業 | 未開業 | 未開業 | 1,836  | 1,846  | [ 1 ] |
| 路線         | 路線     | 2010年 | 2011年 | 2012年 | 2013年 | 2014年 | 2015年 | 2016年 | 2017年 | 2018年 | 2019年 | 出典  |
| 京義・中央線 | 乗車人員 | 887    | 866    | 857    | 903    | 935    | 926    | 917    | 953    | 861    | 834    | [ 1 ] |
| 京義・中央線 | 降車人員 | 924    | 871    | 870    | 900    | 918    | 897    | 893    | 925    | 833    | 816    | [ 1 ] |
| 路線         | 路線     | 2020年 | 2021年 | 2022年 | 2023年 |        |        |        |        |        |        |       |
| 京義・中央線 | 乗車人員 | 613    | 651    | 712    | 729    |        |        |        |        |        |        |       |
| 京義・中央線 | 降車人員 | 611    | 645    | 707    | 723    |        |        |        |        |        |        |       |

## 駅周辺
- 楊平老人大学
- 菊秀保険支所
- 菊秀中学校
- 楊平電子科学高等学校（朝鮮語版）

## 隣の駅
韓国鉄道公社
 京義・中央線
急行
通過
緩行
新院駅 (K131)  - 菊秀駅 (K132) - 我新駅 (K133)